# Burg Clain
Die Burg Clain (französisch Château du Clain) in Poitiers ist die Ruine einer Uferburg am Ufer des Flusses Clain nördlich der Einmündung der Boivre. Sie ist vor allem durch die Abbildung auf dem Juli-Monatsbild im Stundenbuch des Herzogs von Berry bekannt. Von der Burg selbst existieren nur noch die Türme.
Die Burg, die für Herzog Jean de Valois in dessen Jugend gebaut und auch Burg Poitiers genannt wurde, gehörte zum königlichen Familienbesitz. Stadt und Burg waren Teil der Apanage des Herzogs, allerdings wurden beide von ihm nur selten besucht. Nach dem Tod Johanns von Berry gelangte sie kurzzeitig in den Besitz des Herzogs von Touraine, bevor sie 1417 dessen Bruder, dem zukünftigen König Karl VII. zufielen, der Poitiers zu einer seiner Residenzen machte.
Die dreieckige Anlage der Burg mit Türmen an den drei Ecken diente schon nicht mehr allein der Verteidigung, sondern bereits der Repräsentation: Die von außen wehrhafte Burg zeigte einen offenen Innenhof mit reich verzierten Dachgauben am dem Fluss zugewandten Hauptgebäude, welche die Wandlung von der Burg zum Schloss ankündigten.
Der von Wassergräben umgebene Bau war durch einen hölzernen Steg mit der Außenwelt verbunden. Der Steg ruhte auf drei steinernen Brückenpfeilern, die im Flussbett standen, und führte zum rechten Turm. Ein rechteckiger Eingangsturm war zum Ufer hin mit einem beweglichen Teil verbunden, das entfernt werden konnte. Am anderen Ende führt eine Zugbrücke direkt in das Schloss. Vom Schloss durch einen Graben oder Flussarm getrennt befanden sich verschiedene Gebäude, darunter die Schlosskapelle. Die Türme waren in dem vom Herzog bevorzugten Baustil gehalten, der sich an verschiedenen seiner Schlösser findet: Maschikulis (seit dem 19. Jahrhundert auch Pechnasen genannt) zwischen Konsolen, die Verteidiger durch Zinnen schützend, und in ihrem oberen Teil mit schlanken, hohen Fenstern versehen.